# Nébuline
La nébuline  est une ABP (actin-binding proteins) qui est localisé dans la bande I du sarcomère. C'est une très grande protéine qui lie 200 monomères d'actine. Sa fonction est de réguler la longueur du filament d'actine en maintenant une structure hélicoïdale de l'actine. Son gène est NEB situé sur le chromosome 2 humain.

## Structure
La structure du domaine SH3 de la nébuline a été déterminée par spectroscopie de résonance magnétique nucléaire des protéines. Le domaine SH3 de la nébuline est composé de 60 résidus d'acides aminés, dont 30 % se trouvent dans la structure secondaire du feuillet bêta (7 brins ; 18 résidus).

## Phénotype knock-out
Depuis 2007, deux modèles de souris knock-out pour la nébuline ont été développés pour mieux comprendre sa fonction in vivo . Bang et ses collègues ont démontré que les souris knock-out nébuline meurent après la naissance, ont une longueur de filament mince réduite et une fonction contractile altérée. La désorganisation et la dégénérescence postnatale des sarcomères se sont produites rapidement chez ces souris, indiquant que la nébuline est essentielle au maintien de l'intégrité structurelle des myofibrilles. Witt et ses collègues ont obtenu des résultats similaires chez leurs souris, qui sont également mortes après la naissance avec une longueur de filament mince et une fonction contractile réduites. Ces souris knock-out pour la nébuline sont étudiées comme modèles animaux de myopathie à némaline.